# Pont-Croix
Pont-Croix [pɔ̃ kʁwa] (bretonisch Pontekroaz) ist eine Gemeinde am Cap Sizun in der Cornouaille im Département Finistère in der Region Bretagne im Westen Frankreichs.
Auf 8,09 km² leben 1635 Einwohner (Stand 1. Januar 2022). Pont-Croix liegt fünf Kilometer von Audierne an einer der drei das Cap Sizun von West nach Ost durchschneidenden schmalen Straßen, die von der Baie de Trépassés, über Audierne (und nördliche Aussichtspunkte) nach Douarnenez und Quimper führen.
Pont-Croix ist chef-lieu, ehemalige Zollstation des gleichnamigen Kantons.
Als der Fluss Goyen noch bis zur Landungsbrücke in der Ortsmitte schiffbar war, wurden die Waren der Segelschiffe über die Brücke von Pont-Croix weiter ins Landesinnere gebracht. Es gab hierfür auch eine kleine Eisenbahnstrecke, den train de carottes, die Anfang des 20. Jahrhunderts aus wirtschaftlichen Gründen aufgegeben wurde.

## Bevölkerungsentwicklung
| Jahr                       | 1962 | 1968 | 1975 | 1982 | 1990 | 1999 | 2007 | 2017 |
| Einwohner                  | 2159 | 2022 | 1885 | 1832 | 1762 | 1670 | 1699 | 1580 |
| Quellen: Cassini und INSEE |      |      |      |      |      |      |      |      |

## Sehenswürdigkeiten
Siehe auch: Liste der Monuments historiques in Pont-Croix
- Der alte Ortskern ist gut erhalten. Die zentrale Lage in der geografischen Mitte des Cap Sizun lädt zu Ausflügen ein zur Pointe du Raz, Pointe du Van und Baie des Trépassés. Entlang des Flusses Goyen kann man auf dem alten Treidelpfad oder am gegenüberliegenden Flussufers (flussabwärts) mit spektakulären Meerblicken nach Audierne wandern. Es werden im Sommer bei Hochwasser Kanufahrten von Pont-Croix nach Audierne angeboten.
- Stiftskirche Notre-Dame de Roscudon aus dem frühen 13. Jahrhundert mit einem 67 Meter hohen Kirchturm, der als Vorbild für die Türme der Kathedrale von Quimper diente (mit einem Brunnen vor dem Eingang). Die künstlerische Verglasung wurde von der zunächst in Nantes, später in Kassel-Wehlheiden tätigen Glasmaler-Werkstatt Ely geschaffen.[1] Die Kirche wird auf Französisch auch als Kollegiatstift bezeichnet: La collégiale Notre-Dame de Roscudon.
- Museum von Pont-Croix im alten Marquisat.
- Grande Rue Chère, Petite Rue Chère, gepflasterte Gassen (Ruelles pavées) und mittelalterliche Häuser rund um Markt und Kirche
- Brücke über den Goyen
- Kapelle St. Vincent
- Gloriette

Kirche Notre-Dame-de-Roscudon
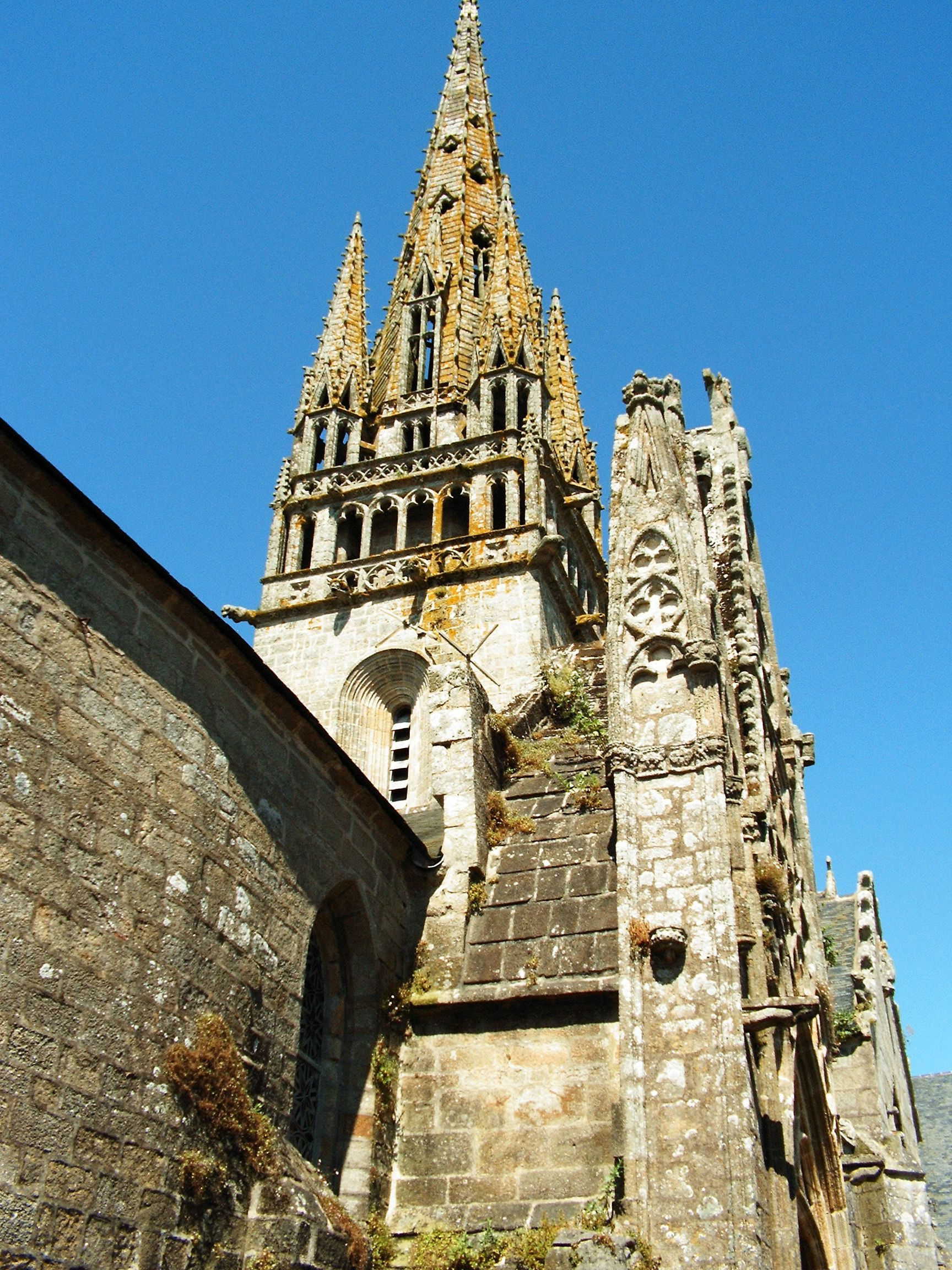
Turm
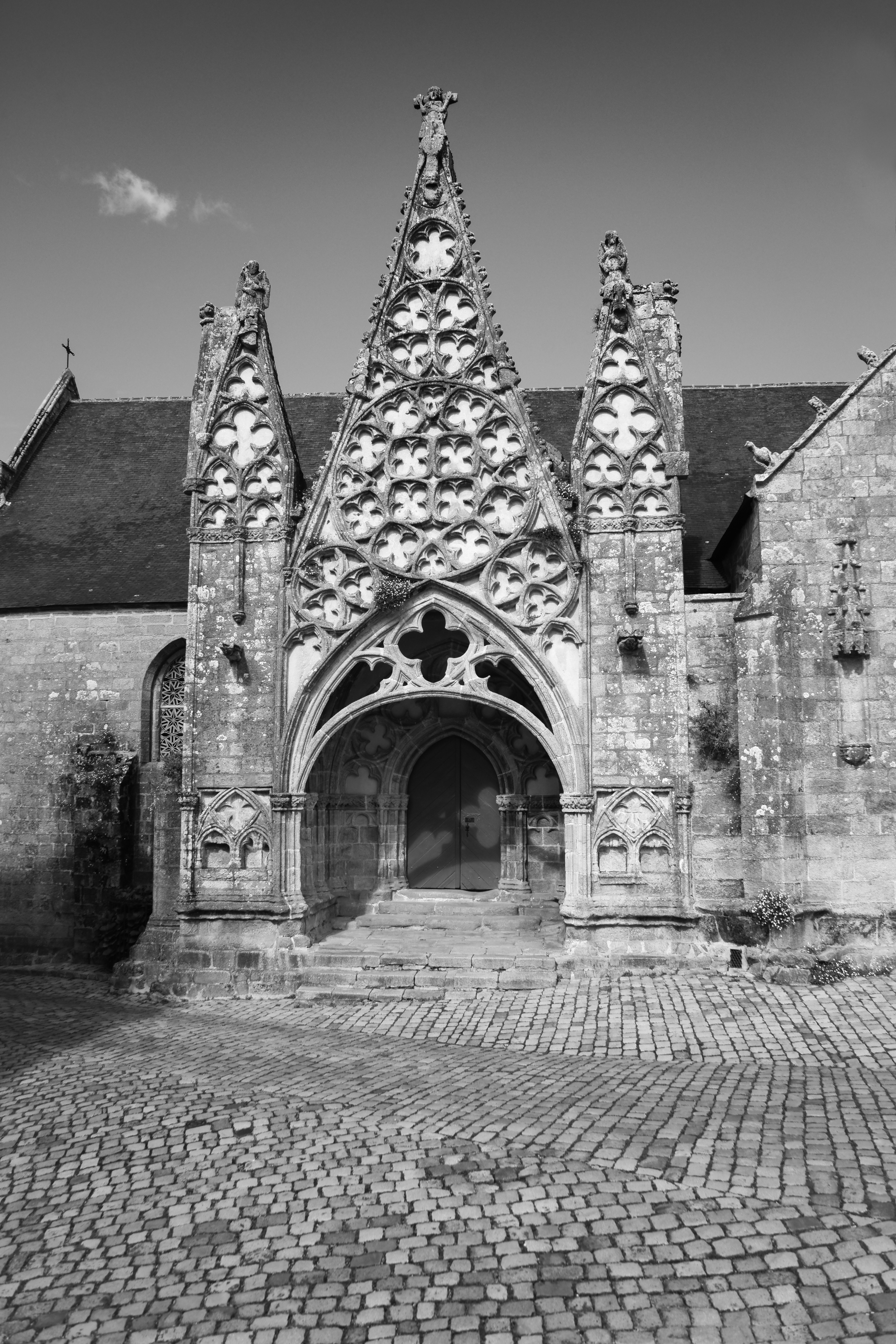
Portal

## Persönlichkeiten
- Cécile Corbel (* 1980), Folksängerin, Harfenistin und Komponistin, wurde hier geboren
- Jean Douarinou (1887–1939), Autorennfahrer